# Луїс Ламас
Луїс Марія Гало де-ла-Сантісіма Трінідад Ламас Регуера (ісп. Luis María Galo de la Santísima Trinidad Lamas Reguera; 16 жовтня 1793 — 4 серпня 1864) — уругвайський політик, самопроголошений президент країни наприкінці серпня — початку вересня 1855 року.

## Кар'єра
1828 року увійшов до складу Генеральної конституційної та законодавчої асамблеї Східної Держави Уругвай. Від 1831 до 1835 року очолював уругвайську столицю. 1836 долучився до виступів проти президента Фруктуосо Рівери на боці Мануеля Орібе, а також підтримував останнього і під час громадянської війни, що спалахнула згодом.
Після завершення війни Ламас став сенатором від департаменту Канелонес. Коли 1855 року почалось так зване «повстання консерваторів», Ламас 29 серпня проголосив себе президентом, однак фактично контролював лише місто Монтевідео. Його самопроголошений уряд існував недовго: 10 вересня конституційний президент Венансіо Флорес подав у відставку, та виконавчу владу в країні очолив Мануель Базіліо Бустаманте.
Згодом Ламас знову став сенатором, обіймав різні державні посади. 1860 року вийшов у відставку та переїхав до аргентинського Росаріо. Його онук, якого також звали Луїс Ламас, був мером Росаріо в 1898—1904 роках.